# مؤسسة مالية غير مصرفية
المؤسسة المالية غير المصرفية (NBFI) أو شركة التمويل غير المصرفية (NBFC) هي مؤسسة مالية لا تُصنَّف كبنك قانوني، إذ لا تمتلك ترخيصًا مصرفيًا كاملًا أو لا تخضع لإشراف هيئة تنظيمية مصرفية على المستوى الوطني أو الدولي. وتُقدِّم هذه المؤسسات خدمات مالية مشابهة للخدمات التي تقدمها البنوك، مثل الاستثمار، وتجميع المخاطر، والادخار التعاقدي، والوساطة في الأسواق. وتشمل الأمثلة على ذلك صناديق التحوط، وشركات التأمين، ومحلات الرهن، ومصدري الشيكات المصرفية، ومواقع صرف الشيكات، وإقراض يوم الدفع، وصرافة العملات، ومنظمات القروض الصغير.
في عام 1999، أشار آلان جرينسبان إلى دور المؤسسات المالية غير المصرفية في دعم الاقتصاد، موضحًا أنها توفر «بدائل متعددة لتحويل مدخرات الاقتصاد إلى استثمار رأسمالي، وتعمل كمرافق احتياطية في حال فشل الشكل الأساسي للوساطة المالية». وعادةً لا تخضع أنشطة هذه المؤسسات للأنظمة المصرفية السارية في أي دولة.

## أصل التسمية
من المرجح أن مصطلح "غير مصرفي" بدأ استخدامه للإشارة إلى مؤسسة مالية لا تقبل الودائع. غير أن اللوائح المالية المعمول بها في الدول الناطقة بالإنجليزية أدّت إلى تبني الدول غير الناطقة بالإنجليزية لهذا المصطلح ككلمة واحدة. ويُعزى ذلك على الأرجح إلى أن مصطلح "بنك" يُستخدم في البلدان الناطقة بالإنجليزية كمترادف عام لـ"المؤسسة المالية"، بينما في العديد من البلدان الأخرى، ولا سيما النامية منها، يُقصر استخدام كلمة "بنك" على المؤسسات التي تتلقى الودائع، في حين يُنظر إلى بقية مقدمي الخدمات المالية على أنهم كيانات لا ينبغي أن تحمل تسمية "بنك
قد يُعزى ذلك جزئيًا إلى اختلافات لغوية، لكن الأرجح أنه ناتج عن تأخر الدول النامية في تبنّي النظام المصرفي الغربي مقارنة بالغرب. ومع اعتماد هذه الدول للنظام المالي أو تعلّمه من الدول الناطقة بالإنجليزية، ازداد التركيز على المصطلحات التنظيمية، مثل "المصارف" و"غير المصارف"، دون إدراك أن عبارة "المؤسسات غير المصرفية" تشير في الأصل إلى البنوك التي لا تقبل الودائع. ويختلف هذا عن الوضع في الدول الناطقة بالإنجليزية، حيث يطلق عامة الناس، وكذلك الهيئات التنظيمية، على المؤسسات المالية غالبًا اسم "المصارف" فحسب.

## الدور ضمن النظام المالي
تُكمّل المؤسسات المالية غير المصرفية دور البنوك من خلال توفير البنية التحتية اللازمة لتوجيه الفوائض المالية لدى الأفراد والشركات نحو الكيانات التي تعاني من عجز في الموارد. كما تُدخل هذه المؤسسات عنصر المنافسة في سوق الخدمات المالية؛ ففي حين تقدم البنوك غالبًا مجموعة متكاملة من الخدمات، تقوم المؤسسات المالية غير المصرفية بتجزئة هذه الخدمات وتصميمها بما يلائم احتياجات فئات محددة من العملاء. إضافة إلى ذلك، قد تتخصص في قطاع معين وتطور ميزة معلوماتية فيه. ومن خلال هذا الفصل، والاستهداف، والتخصيص، تُسهم المؤسسات المالية غير المصرفية في تعزيز المنافسة داخل قطاع الخدمات المالية.
تقدم الشركات المالية غير المصرفية (NBFCs) معظم الخدمات التي توفرها البنوك، مثل منح القروض والتسهيلات الائتمانية، وتمويل التعليم الخاص، وتخطيط التقاعد، والتداول في أسواق المال، والاكتتاب في الأسهم والسندات، وإصدار شهادات التمويل الآجل (TFCs) وغيرها من أدوات الدين. كما تقدم خدمات إدارة الثروات، بما في ذلك إدارة محافظ الأسهم والسندات، وخدمات الخصم مثل خصم الأوراق المالية، إلى جانب تقديم المشورة في عمليات الدمج والاستحواذ. وقد شهد عدد هذه الشركات نموًا ملحوظًا في السنوات الأخيرة، مع دخول شركات رأس المال الاستثماري، وشركات التجزئة، وبعض الشركات الصناعية إلى مجال الإقراض.
غالبًا ما تدعم المؤسسات المالية غير المصرفية الاستثمارات العقارية، كما تقوم بإعداد دراسات الجدوى وتحليل السوق وقطاع الشركات. ومع ذلك، لا يُسمح لهذه المؤسسات عادةً بقبول الودائع من الجمهور العام، مما يضطرها إلى البحث عن وسائل أخرى لتمويل عملياتها، مثل إصدار أدوات الدين.
عادةً لا تُقدّم شركات التمويل غير المصرفية دفاتر شيكات أو حسابات توفير أو حسابات جارية، بل قد تقبل فقط الودائع الثابتة أو ودائع الأجل.

### النمو
تشير بعض الأبحاث إلى وجود علاقة وثيقة بين التطور المالي والنمو الاقتصادي. بشكل عام، يُظهر النظام المالي القائم على السوق مؤسسات مالية غير مصرفية أكثر تطورًا مقارنة بالنظام المصرفي، مما يسهم في تعزيز النمو الاقتصادي.

### الاستقرار
يمكن لنظام مالي متعدد الجوانب، يضم مؤسسات مالية غير مصرفية، أن يحمي الاقتصادات من الصدمات المالية ويمكّنها من التعافي السريع عند وقوعها. توفر المؤسسات المالية غير المصرفية "بدائل متعددة لتحويل مدخرات الاقتصاد إلى استثمارات رأسمالية، وتشكل تسهيلات احتياطية في حال فشل الوساطة المالية الأساسية".
مع ذلك، في ظل غياب قواعد تنظيمية مالية فعالة، قد تسهم المؤسسات المالية غير المصرفية في زيادة هشاشة النظام المالي بدلاً من تقليلها.
نظرًا لأن المؤسسات المالية غير المصرفية ليست جميعها خاضعة لرقابة صارمة، فقد يُسبب النظام المصرفي الموازي الذي تشكّله هذه المؤسسات زعزعةً محتملةً لاستقرار النظام المالي. على وجه الخصوص، كانت صناديق الاستثمار المجتمعي، وصناديق التحوط، والأدوات الاستثمارية المُهيكلة حتى الأزمة المالية عام 2008، كيانات تركزت رقابتها على صناديق التقاعد وشركات التأمين، بينما تجاهلت الجهات التنظيمية هذه الكيانات إلى حد كبير.
نظرًا لأن هذه المؤسسات المالية غير المصرفية تعمل دون ترخيص مصرفي، فإن أنشطتها في بعض الدول غالبًا ما تكون خارج نطاق إشراف الجهات التنظيمية الحكومية ووكالات الإبلاغ الائتماني. ونتيجة لذلك، يمكن لحصة سوقية كبيرة من إجمالي الأصول المالية لهذه المؤسسات أن تُحدث زعزعة لاستقرار النظام المالي بأكمله بسهولة. من الأمثلة البارزة على ذلك الأزمة المالية الآسيوية عام 1997، حيث أدى نقص التنظيم المالي غير المصرفي إلى نشوء فقاعة ائتمانية وارتفاع حاد في أسعار الأصول. وعندما انهارت أسعار الأصول وارتفعت معدلات التخلف عن سداد القروض بشكل كبير، تسببت أزمة الائتمان الناتجة في تفاقم الأزمة المالية الآسيوية، مما أدى إلى انخفاض قيمة عملات معظم دول جنوب شرق آسيا واليابان، وارتفاع الديون الخاصة.
نظرًا لازدياد المنافسة، غالبًا ما يتردد المقرضون التقليديون في ضم المؤسسات المالية غير المصرفية إلى ترتيبات تبادل المعلومات الائتمانية القائمة. بالإضافة إلى ذلك، تفتقر هذه المؤسسات في كثير من الأحيان إلى القدرات التكنولوجية اللازمة للمشاركة الفعالة في شبكات تبادل المعلومات. بشكل عام، تقدم المؤسسات المالية غير المصرفية معلومات أقل إلى وكالات الإبلاغ الائتماني مقارنة بالبنوك.
لضمان نمو شركات التمويل غير المصرفية واستدامتها، من الضروري وجود أطر تنظيمية خاصة بها تضمن تنظيمها مع الحفاظ على قدرتها على الابتكار. كما أن إنشاء بيئة تنظيمية تجريبية في مختلف البيئات سيساعدها على تحقيق النتائج المرجوة بشكل أفضل.

## الأنواع

### مؤسسات تقاسم المخاطر
تتكفل شركات التأمين بالمخاطر الاقتصادية المرتبطة بالمرض، والوفاة، والأضرار، ومخاطر الخسائر الأخرى. وفي مقابل تحصيل قسط التأمين، تقدم شركات التأمين وعدًا مشروطًا بالحماية الاقتصادية في حالة وقوع الخسارة. هناك نوعان رئيسيان من شركات التأمين: التأمين العام والتأمين على الحياة. عادةً ما يكون التأمين العام قصير الأجل، بينما يُعد التأمين على الحياة عقدًا طويل الأجل ينتهي بوفاة المؤمن عليه. ويتوفر كلا النوعين من التأمين لجميع فئات المجتمع.
على الرغم من أن شركات التأمين لا تمتلك تراخيص مصرفية، إلا أن قطاع التأمين في معظم الدول يخضع لرقابة منفصلة خاصة بأعمال التأمين، وقد تخضع في بعض الأحيان لنفس الجهات التنظيمية المالية التي تُشرف على البنوك. وفي بعض الحالات، حدثت عمليات اندماج بين شركات التأمين والبنوك، مما أدى إلى ظهور شركات تأمين تحمل تراخيص مصرفية.

### مؤسسات الادخار التعاقدية
تُدير مؤسسات الادخار التعاقدية صناديق استثمارية مثل صناديق التقاعد وصناديق الاستثمار المشتركة. تتيح هذه المؤسسات للأفراد فرصة الاستثمار في هذه الصناديق بصفتهم أمناءً وليس كمديرين. تقوم الصناديق بتجميع موارد الأفراد والشركات واستثمارها في مجموعة متنوعة من الأدوات المالية، مثل الأسهم والسندات. يمتلك المستثمرون حصصًا في الصندوق نفسه، وليس في الاستثمارات بشكل مباشر.
النوعان الرئيسيان من صناديق الاستثمار المشتركة هما الصناديق المفتوحة والصناديق المغلقة. تولّد الصناديق المفتوحة استثمارات جديدة من خلال السماح للجمهور بشراء أسهم جديدة في أي وقت، ويمكن للمساهمين تصفية استثماراتهم ببيع الأسهم إلى الصندوق المفتوح بناءً على القيمة الصافية للأصول. أما الصناديق المغلقة، فتصدر عددًا ثابتًا من الأسهم في طرح عام أولي، وفي هذه الحالة يستفيد المساهمون من قيمة أصولهم عن طريق بيع أسهمهم في سوق الأوراق المالية.
تتميّز صناديق الاستثمار المشتركة عادةً بطبيعة استثماراتها. فبعض الصناديق تتخصص في الاستثمارات عالية المخاطر والعوائد، بينما يركز البعض الآخر على الأوراق المالية المعفاة من الضرائب. كما توجد صناديق تستثمر في التداول المضاربي، مثل صناديق التحوط، أو تركز على قطاع معين، أو تركز على الاستثمارات العابرة للحدود.
صناديق التقاعد هي صناديق استثمار مشتركة تحد من قدرة المستثمر على سحب أمواله حتى تاريخ مستقبلي محدد. وفي المقابل، تُمنح صناديق التقاعد إعفاءات ضريبية كبيرة بهدف تشجيع العاملين على تخصيص جزء من دخلهم الحالي لاستخدامه بعد التقاعد (دخل التقاعد).

### صناع السوق
صناع السوق هم مؤسسات وساطة تُحدد أسعار البيع والشراء وتُسهّل معاملات الأصول المالية. تشمل هذه الأصول الأسهم، والديون الحكومية والشركاتية، والمشتقات المالية، والعملات الأجنبية. بعد تلقي أمر الشراء، يبيع صانع السوق فورًا من مخزونه أو يشتري لتعويض المخزون الناقص. ومن أهم مساهمات صناع السوق تحسين سيولة الأصول المالية في السوق.

### الممولين القطاعيين المتخصصين
تُقدّم هذه المؤسسات مجموعة محدودة من الخدمات المالية لقطاع مستهدف. على سبيل المثال، يوجه ممولو العقارات رؤوس الأموال إلى ملاك المنازل المحتملين، وتقدم شركات التأجير التمويلي تمويلًا للمعدات، بينما تقدم شركات إقراض يوم الدفع قروضًا قصيرة الأجل للأفراد الذين لا يحصلون على تمويل كافٍ أو لديهم موارد محدودة، مثل بنك التنمية الأوغندي.

### مقدمي الخدمات المالية
يشمل مقدمو الخدمات المالية الوسطاء (سواء في مجال الأوراق المالية أو الرهن العقاري)، ومستشاري الإدارة، والمستشارين الماليين، الذين يعملون بنظام الأتعاب مقابل الخدمة. وتتمثل خدماتهم في تحسين كفاءة المعلومات المتاحة للمستثمرين، وفي حالة الوسطاء، تقديم خدمات تنفيذ المعاملات التي تمكّن المستثمر من تصفية أصوله الحالية.

## في آسيا
وفقًا للبنك الدولي، شكّلت المؤسسات المالية غير المصرفية ما يقرب من 30% من إجمالي أصول النظام المالي في كوريا الجنوبية حتى عام 1997.ويُشير التقرير إلى أن نقص التنظيم في هذا القطاع كان أحد الأسباب الرئيسية التي ساهمت في اندلاع الأزمة المالية الآسيوية عام 1997.
اعتبارًا من عام 2019، يُقدّر أن النظام المصرفي الصيني يحتفظ بما يعادل 8.3 تريليون دولار أمريكي من الأصول (أي ما يقرب من 20٪ من إجمالي أصول البنوك)، وهي أصول تتخذ بشكل كبير شكل قروض مغلفة باستثمارات المؤسسات المالية غير المصرفية.

## في أوروبا
توجّه توجيه خدمات الدفع (PSD) الصادر عن المفوضية الأوروبية تنظيم خدمات الدفع ومقدميها في جميع أنحاء الاتحاد الأوروبي والمنطقة الاقتصادية الأوروبية. يحدد هذا التوجيه أنواع المؤسسات التي يمكنها تقديم خدمات الدفع في أوروبا، وتشمل مؤسسات الائتمان (مثل البنوك)، وبعض الجهات مثل البنوك المركزية والهيئات الحكومية، بالإضافة إلى مؤسسات النقود الإلكترونية (EMI) ومؤسسات الدفع. يمكن للمؤسسات غير الائتمانية أو مؤسسات النقود الإلكترونية التقدم بطلب للحصول على ترخيص كمؤسسة دفع في أي دولة من دول الاتحاد الأوروبي تختارها (حيثما تكون مؤسسة)، ثم تقديم خدمات الدفع الخاصة بها إلى باقي دول الاتحاد الأوروبي.

### التصنيف

#### حسب هيكل الالتزامات
استنادًا إلى هيكل الالتزامات، تُقسّم شركات التمويل غير المصرفية (NBFCs) إلى فئتين.
1. تقبل شركات الفئة "أ" (شركات التمويل غير المصرفية - د) ودائع الجمهور.
2. أما شركات الفئة "ب" فلا تقبل ودائع الجمهور، وتنقسم إلى فئتين:

- شركات الفئة "ب" التي تقل قيمتها عن مليار يورو (شركات التمويل غير المصرفية - ND).
- شركات الفئة "ب" التي تزيد قيمتها عن مليار يورو، وتُعتبر ذات أهمية نظامية (شركات التمويل غير المصرفية - ND-SI).

شركات التمويل غير المصرفية من الفئة "د" (NBFCs-D) تخضع لمتطلبات كفاية رأس المال، والحفاظ على الأصول السائلة، ومعايير التعرض (بما في ذلك القيود على التعرض للاستثمارات في الأراضي والمباني والأسهم غير المدرجة)، والانضباط في إدارة الأصول والخصوم (ALM)، ومتطلبات التقارير.
في المقابل، حتى عام 2006، كانت شركات التمويل غير المصرفية التي لا تقبل الودائع (NBFCs-ND) تخضع لرقابة محدودة. ومنذ 1 أبريل 2007، تم تصنيف شركات التمويل غير المصرفية التي لا تقبل الودائع والتي تتجاوز أصولها مليار يورو كشركات ذات أهمية نظامية. تُطبق على هذه الشركات اللوائح الاحترازية، مثل متطلبات كفاية رأس المال ومعايير التعرض ومتطلبات الإبلاغ. كما تم فرض معايير الإبلاغ والإفصاح الخاصة بإدارة الأصول والخصوم (ALM) عليها في فترات زمنية مختلفة.

#### حسب طبيعة النشاط
اعتمادًا على طبيعة أنشطتها، يمكن تصنيف شركات التمويل غير المصرفية إلى الفئات التالية، والتي تُعرف أيضًا بالكيانات المُبلغة:
- مؤسسات تمويل التنمية
- شركات التأجير
- شركات الاستثمار
- شركات المضاربة
- شركات تمويل المنازل
- شركات رأس المال الاستثماري
- بيوت الخصم والضمان
- شركات تطوير الشركات

## في الولايات المتحدة
في عام 1996، بلغت قيمة معاملات قطاع المؤسسات المالية غير المصرفية في الولايات المتحدة حوالي 200 مليار دولار.

## روابط خارجية
- تقرير البنك الدولي حول التنمية العالمية
- قائمة بنوك شركات التمويل غير المصرفية في الهند
- أعلن بنك الاحتياطي الهندي عن تشديد القواعد التنظيمية على شركات التمويل غير المصرفية في الهند